# Xylocopa nigrella
Xylocopa nigrella är en biart som beskrevs av Hurd 1959. Xylocopa nigrella ingår i släktet snickarbin, och familjen långtungebin. Inga underarter finns listade i Catalogue of Life.